# 天使にリクエストを〜人生最後の願い〜
『天使にリクエストを〜人生最後の願い〜』（てんしにリクエストを じんせいさいごのねがい）は、NHK総合およびNHK BS4Kの「土曜ドラマ」枠で2020年9月19日から10月17日まで放送された日本のテレビドラマ。全5回。
終末期の患者の「人生最後の願い」を叶える活動を題材に、思いがけずチームを組んだ探偵とその助手、看護師、スポンサーの老女の4人が依頼者の「最期の願い」に取り組む中で自身の心の傷と向き合い未来へと歩み出す姿を描く。大森寿美男作、江口洋介主演。
NHK BS4Kにて2020年9月17日から毎週木曜23時15分から金曜0時4分に先行放送されている。

## 登場人物

### 主要人物
島田修悟
演 - 江口洋介
探偵。元マル暴の刑事。とある事件により子供を亡くし、妻と別れ仕事も失って自堕落で破滅的な生活を送る中で、「最後の願い」を叶える依頼を引き受ける。
小嶋亜花里
演 - 上白石萌歌
島田の助手。道を踏み外しかけた時に救われた島田を慕い、島田の立ち直りを願い常に寄り添う。
寺本春紀
演 - 志尊淳
すご腕の熱血看護師。ヨーロッパで最先端の技術と思想を学び、母と同じ訪問看護師の道を目指す。
島田（三井）時恵
演 - 板谷由夏
島田の元妻。息子・聖哉を亡くした後に離婚し、父・真吉の蕎麦店を手伝う。
大松幹枝
演 - 梶芽衣子
余命いくばくもない女性。「最後の願い」の最初の依頼人。
武村正介
演 - 塩見三省
元ホームレス。末期がんで入院中。
三井真吉
演 - 山本學
時恵の父。
高津川直也
演 - 西郷輝彦
元刑事。島田の父のかつての同僚。島田と時恵の仲人。
佐藤和子
演 - 倍賞美津子
金持ち風の老女。「最後の願い」を叶える仕事を島田に依頼する。

### その他の人物
- 今久保忠雄 - 螢雪次朗
- 川端武彦 - 矢島健一
- 島田聖哉 - 林田悠作
- 山本克美 - 六平直政
- 大松幹枝(娘時代) - 倉島颯良
- 清水照美 - 渡辺真起子
- 山岡浩司 - 山崎一
- 寺本尚子 - 羽野晶紀
- 男妻鹿 - 鈴木正幸

## スタッフ
- 作 - 大森寿美男
- 音楽 - 河野伸
- 演出 - 片岡敬司、田中諭
- 制作統括 - 陸田元一（NHKエンタープライズ）、訓覇圭（NHK）
- 探偵・警察考証 - 鈴木和弘
- 探偵・医療考証 - 冨田泰彦
- 探偵・看護指導 - 刈谷育子
- 探偵・仏事指導 - 金嶽宗信
- 撮影 - 溜明浩 仁
- 美術 - YANG 仁
- VFXプロデューサー - 結城崇史
- タイトル - 高橋まりな　中島唯歌
- DI - 高橋賢次　滝沢勝
- 制作 - NHKエンタープライズ
- 制作・著作 -  NHK

## 放送日程
| 放送回 | 放送日     | 放送日       | サブタイトル   | ラテ欄                               | 演出     |
| 放送回 | 総合・BS4K | BS4K（先行） | サブタイトル   | ラテ欄                               | 演出     |
| ------ | ---------- | ------------ | -------------- | ------------------------------------ | -------- |
| 第1回  | 09月19日   | 09月17日     | 探偵挽歌       | 人生最後の願いをかなえる探偵の物語   | 片岡敬司 |
| 第2回  | 09月26日   | 09月24日     | 捨て子ブルース | 捨てた子はやくざ? 最後の願いの行方は | 片岡敬司 |
| 第3回  | 10月03日   | 10月01日     | 貧民狂想曲     | チームエンジェル始動! 最初の依頼人は | 田中諭   |
| 第4回  | 10月10日   | 10月08日     | つみびと巡礼歌 | 明かされる過去、そして新たな依頼人は | 片岡敬司 |
| 最終回 | 10月17日   | 10月15日     | 聖母バラッド   | 最後の依頼人・願いはかなうのか       | 片岡敬司 |

- 当初は2020年6月6日から放送が予定されていたが[2]、新型コロナウイルス感染症（COVID-19）の感染拡大の影響を受け放送が延期された[6][7]。